# Marta Bastianelli
Marta Bastianelli (Velletri, 30 aprile 1987) è un'ex ciclista su strada e pistard italiana, campionessa del mondo in linea Elite nel 2007 e campionessa europea in linea Elite nel 2018.

## Carriera

### Gli esordi e il titolo mondiale Elite
Originaria di Lariano, iniziò a gareggiare all'età di 10 anni, nel 1997. Nella categoria allieve vinse il titolo di campionessa italiana su strada e il bronzo a cronometro. Nel 2004 diventò Juniores e al campionato mondiale di Verona dello stesso anno vinse la medaglia d'argento nella gara in linea riservata alla sua categoria. Tesserata fino al 2005 per il G.S. Lariano (sponsorizzato Acqua & Sapone), alla fine dello stesso anno passò al G.S. Safi-Pasta Zara-Manhattan, debuttando nella categoria Elite.
La sua migliore stagione fu il 2007. Durante l'anno ottenne il secondo posto al Giro di San Marino, due podi di tappa e l'undicesimo posto finale al Giro d'Italia, la medaglia d'argento Under-23 ai campionati europei e il terzo posto al Grand Prix de Plouay, valido per la Coppa del mondo. Il 29 settembre di quell'anno si laureò quindi campionessa del mondo Elite a Stoccarda, vincendo per distacco dopo una fuga di 15 chilometri coronata dal terzo posto di Giorgia Bronzini e grazie al gioco di squadra di Noemi Cantele (quinta classificata). Vinse così il titolo iridato dieci anni dopo la vittoria di Alessandra Cappellotto, unica italiana prima di lei ad aver vinto un campionato del mondo in linea.

### 2008-2015: la squalifica e il rientro
Nella primavera del 2008, in maglia CMax-Dilà, colse diversi piazzamenti in prove di Coppa del mondo, tra cui il secondo posto alla Freccia Vallone. Nello stesso anno si affiliò al Gruppo Sportivo Fiamme Azzurre, in cui rimarrà fino a fine carriera. Il 28 luglio 2008, in seguito a un controllo antidoping avvenuto il 5 luglio precedente durante i campionati europei ad Arona (nei quali aveva ottenuto la medaglia di bronzo in linea Under-23), venne rilevata la sua positività alla fenfluramina, un derivato anfetaminico, anoressizzante, un tempo usato per le diete dimagranti, messo ormai fuori commercio per i suoi effetti collaterali. Questo non le permise di partecipare ai Giochi olimpici di Pechino di quella stessa estate, per i quali venne sostituita come titolare dalla pistard Vera Carrara.
Il 20 aprile 2009 venne ricevuta dal Tribunale Arbitrale dello Sport di Losanna, che la squalificò per un anno a partire dal 5 luglio 2008; un mese dopo, il 29 maggio, in seguito ad un ricorso dell'Unione Ciclistica Internazionale, la sanzione venne raddoppiata per terminare in data 5 luglio 2010. Bastianelli ritornò alle gare con la maglia della Fenixs-Petrogradets il 17 luglio 2010 al Gran Premio Carnevale d'Europa a Cento, terminando venticinquesima nel gruppo delle migliori giunto al traguardo in volata. Successivamente concluse settima nella classifica generale del Thüringen Rundfahrt, corsa a tappe tedesca, e vinse il titolo nazionale nell'inseguimento a squadre con i colori delle Fiamme Azzurre. Nel 2011 passò tra le file della nuova MCipollini-Giambenini, ma in stagione non andò oltre un quinto posto al Ronde van Gelderland in aprile. L'anno dopo, sempre in maglia MCipollini, si classificò seconda alla Euregio Cup, battuta da Marianne Vos, e terza nella prova in linea dei campionati italiani in Valsugana, anticipata dalle fuggitive Giada Borgato e Silvia Valsecchi.
Nel 2013 si trasferisce alla Faren-Kuota: durante l'anno, oltre a cogliere dei piazzamenti nelle corse in Cina (Tour of Chongming Island e Tour of Chongming), ritorna al successo aggiudicandosi la seconda tappa del Tour du Languedoc-Roussillon. Nel maggio 2014 diventa madre di una bimba, Clarissa; tornata alla bicicletta due soli mesi dopo, nel settembre dello stesso anno vince due medaglie di bronzo (keirin e 500 metri a cronometro) ai campionati italiani su pista.

### Dal 2016: gli ultimi anni e il titolo europeo
La sua carriera tuttavia va in crescendo negli anni successivi, correndo tra le file dell'Alé-Cipollini: quattro vittorie nel 2016 sono il primo segnale, nel 2017 ecco un successo al Giro d'Italia nella tappa con arrivo a Polla. Il 2018 è l'anno della definitiva consacrazione, con successi di spicco alla Gand-Wevelgem, alla Freccia del Brabante e soprattutto nella prova in linea femminile dei Campionati europei a Glasgow, battendo in volata Marianne Vos; si piazza inoltre seconda nella tappa di Piacenza al Giro d'Italia.
Bastianelli diventa un punto di riferimento in particolare per quanto riguarda le classiche del Nord e nel 2019, con la maglia della formazione danese Virtu Cycling, è protagonista a livello mondiale con le vittorie a Omloop van het Hageland, Ronde van Drenthe, Giro delle Fiandre e WWT Vårgårda in Svezia (le ultime tre, prove del World Tour). In maggio vince anche la breve corsa a tappe ceca Gracia-Orlová e il 28 luglio 2019 si laurea campionessa italiana in linea; conclude la stagione con ben undici successi all'attivo.

## Palmarès

### Strada
- 2007 (Safi-Pasta Zara-Manhattan, una vittoria)

Campionati del mondo, prova in linea
- 2013 (Faren-Kuota, una vittoria)

2ª tappa Tour du Languedoc-Roussillon (Lézignan-Corbières > Le Barcarès)
- 2015 (Aromitalia-Vaiano, una vittoria)

2ª tappa Giro della Toscana-Memorial Fanini (Segromigno > Segromigno)
- 2016 (Alé Cipollini, quattro vittorie)

Omloop van het Hageland
Gran Premio della Liberazione
2ª tappa Trophée d'Or (Moulins-sur-Yèvre > Saint-Germain-du-Puy)
4ª tappa Trophée d'Or (Levet > Levet)
- 2017 (Alé Cipollini, quattro vittorie)

Gran Premio della Liberazione
1ª tappa Emakumeen Bira (Iurreta > Iurreta)
9ª tappa Giro d'Italia (Palinuro > Polla)
Gran Premio Bruno Beghelli
- 2018 (Alé Cipollini, otto vittorie)

2ª tappa Setmana Ciclista Valenciana (Castellón de la Plana > Vila-real)
Gand-Wevelgem
Grand Prix de Dottignies
Freccia del Brabante
Trofee Maarten Wynants
3ª tappa BeNe Tour (Zelzate > Zelzate)
Campionati europei, prova in linea
1ª tappa Premondiale Giro Toscana-Memorial Fanini (Segromigno in Piano > Segromigno in Piano)
- 2019 (Team Virtu Cycling, undici vittorie)

Omloop van het Hageland
WorldTour Ronde van Drenthe
Giro delle Fiandre
1ª tappa Gracia-Orlová (Orlová > Štramberk)
3ª tappa Gracia-Orlová (Lichnov > Lichnov)
Classifica generale Gracia-Orlová
2ª tappa Thüringen Tour (Schleiz > Schleiz)
Campionati italiani, prova in linea
WWT Vårgårda West Sweden RR
5ª tappa Tour de l'Ardèche (Saint-Georges-les-Bains > Saint-Félicien)
Gran Premio Bruno Beghelli
- 2020 (Alé BTC Ljubljana, una vittoria)

Vuelta CV Féminas
- 2021 (Alé BTC Ljubljana, quattro vittorie)

2ª tappa Tour de Suisse (Frauenfeld > Frauenfeld)
La Périgord Ladies
5ª tappa Tour de l'Ardèche (Saint-Jean-en-Royans > Saint-Jean-en-Royans)
1ª tappa The Women's Tour (Bicester > Banbury)
- 2022 (UAE Team ADQ, sette vittorie)

Vuelta CV Féminas
4ª tappa Setmana Valenciana - Volta Comunitat Valenciana (Sagunto > Valencia)
Omloop van het Hageland
1ª tappa Festival Elsy Jacobs (Steinfort > Steinfort)
Classifica generale Festival Elsy Jacobs
1ª tappa Bretagne Ladies Tour (Sarzeau > Bignan)
2ª tappa Bretagne Ladies Tour (Quimperlé > Inzinzac-Lochrist)
- 2023 (UAE Team ADQ, due vittorie)

Le Samyn des Dames
1ª tappa Festival Elsy Jacobs (Luxembourg > Steinfort)

#### Altri successi
- 2006 (Safi - Pasta Zara - Manhattan)

Classifica giovani Internationale Thüringen-Rundfahrt
- 2013 (Faren-Let's Go Finland)

Classifica a punti Tour du Languedoc-Roussillon
- 2016 (Alé Cipollini)

Classifica a punti Trophée d'Or
- 2018 (Alé Cipollini)

Trofeo Oro in Euro
- 2019 (Team Virtu Cycling)

Classifica a punti Gracia-Orlová
Classifica scalatrici Gracia-Orlová
- 2022 (UAE Team ADQ)

Classifica a punti Festival Elsy Jacobs
Classifica a punti Bretagne Ladies Tour

### Pista
- 2010

Campionati italiani, Inseguimento a squadre (con Monia Baccaille e Tatiana Guderzo)
- 2015

Campionati italiani, Inseguimento a squadre (con Elena Cecchini, Simona Frapporti, Tatiana Guderzo e Marta Tagliaferro)
- 2016

Campionati italiani, Velocità a squadre (con Simona Frapporti)
Campionati italiani, Inseguimento a squadre (con Elena Cecchini, Simona Frapporti e Tatiana Guderzo)

## Piazzamenti

### Grandi Giri
- Giro d'Italia

2007: 11ª
2011: 77ª
2012: 53ª
2013: 70ª
2015: 58ª
2016: 79ª
2017: 81ª
2018: non partita (9ª tappa)
2021: 45ª
2022: 40ª
2023: 59ª
- Tour de France

2022: 61ª

### Competizioni mondiali
- Campionati del mondo su strada

Verona 2004 - In linea Juniores: 2ª
Salisburgo 2005 - In linea Juniores: 30ª
Stoccarda 2007 - In linea Elite: vincitrice
Richmond 2015 - In linea Elite: 76ª
Doha 2016 - In linea Elite: 5ª
Yorkshire 2019 - In linea Elite: 7ª
Fiandre 2021 - In linea Elite: 22ª
Wollongong 2022 - In linea Elite: 71ª
- World Tour

2016: 16ª
2017: 30ª
2018: 18ª
2019: 6ª
2020: 27ª
2021: 24ª
- Giochi olimpici

Tokyo 2020 - In linea: 44ª

### Competizioni europee
- Campionati europei su strada

Mosca 2005 - In linea Juniores: 3ª
Olanda 2006 - In linea Under-23: 25ª
Sofia 2007 - In linea Under-23: 2ª
Stresa 2008 - In linea Under-23: 3ª
Plumelec 2016 - In linea Elite: 44ª
Herning 2017 - In linea Elite: 11ª
Glasgow 2018 - In linea Elite: vincitrice
Alkmaar 2019 - In linea Elite: 19ª
Plouay 2020 - In linea Elite: ritirata
Monaco di Baviera 2022 - In linea Elite: 83ª

## Riconoscimenti
- Oscar TuttoBici - categoria donne élite nel 2018[6] e 2019[7]